# ピョートル・ヴェリーキイ (ミサイル巡洋艦)
ピョートル・ヴェリーキイ（ロシア語: Пётр Великий, ラテン文字転写: Pyotr Velikiy）は、ロシア海軍のミサイル巡洋艦。キーロフ級ミサイル巡洋艦の4番艦で現在、北方艦隊旗艦である。艦名はピョートル大帝をさす。

## 武装の改良点
ピョートル・ヴェリーキイの武装はキーロフ級の1～3番艦とは兵装がかなり異なる。ほかの3隻より遅れて完成したため、レーダーや武装が強化されている。
主な改良点は、以下の通りである。
- 対空3次元レーダーを「トップ・スティア」から新型である「トップ・プレート」に換装（3番艦から）。
- 2基あるSA-N-6誘導用レーダー「トップ・ドーム」の内、1基を新型の「トゥーム・ストーン」に換装。
- 艦隊防空ミサイルをS-300Fフォールトから、新型のフォールトMに換装。
- 短距離対空ミサイルを4K33「オサーM」（SA-N-4）に代わり、3K95「キンジャール」（SA-N-9）を新装備。これに伴い、管制レーダーの「ポップ・グループ」を「クロス・ソード」に換装。
- CIWSに新型のコールチク（CADS-N-1）を搭載し、AK-630と管制レーダーの「バス・ティルド」を撤去（3番艦から）。

以上の改良点がみられる。なお、キーロフ級は当初から短距離対空ミサイルとして「キンジャール」を、CIWSとして「コールチク」を予定していたが、開発の遅延により可能になった時点からの実施となった。

## 艦歴
ソビエト連邦時代の1986年に起工された。起工時の艦名は第4代ソ連共産党書記長にちなむ「ユーリ・アンドロポフ（Юрий Андропов）」であった。建造中にソ連が崩壊し、極度の財政難に陥ったことで完成は絶望的と思われていたが、当時のロシア大統領ボリス・エリツィンの指示で特別予算が組まれた。これにより建造が再開され、1992年4月22日に艦名を「ピョートル・ヴェリーキィ」と改め、起工から12年の年月を経た1998年4月18日に完成・就役した。
2000年8月、「ピョートル・ヴェリーキィ」はバレンツ海で行われた演習 "Summer-X" に参加。演習中に原子力潜水艦「クルスク (Курск) 」が沈没事故を起こした時には同艦の標的艦を務めていた。2001年の「クルスク」の船体引き揚げ作業の際には周辺海域の警戒にあたった。
2004年3月23日、ロシア海軍総司令官ウラジーミル・クロエドフ上級大将が「『ピョートル・ヴェリーキィ』は機関に問題があり、いつ爆発してもおかしくない状況にある」と発表した。4月19日、「ピョートル・ヴェリーキィ」は修理・検査のため浮ドック「PD-50」に入渠した。修理完了後、9月21日～10月22日にかけて空母「アドミラル・クズネツォフ (Адмира́л Кузнецо́в) 」、駆逐艦「アドミラル・チャバネンコ(Адмирал Чабаненко) 」「アドミラル・ウシャコフ(Адмирал Ушаков) 」、ほか数隻の補助艦艇を従えて出港し、北西太平洋において演習を行った。

### 2008年 - 2009年
2008年9月8日、ロシア海軍は「ピョートル・ヴェリーキィ」が駆逐艦「チャバネンコ」や補助艦艇群とともに、カリブ海で行われるベネズエラ海軍との共同演習に参加すると発表した。9月22日、「ピョートル・ヴェリーキィ」と「チャバネンコ」はセヴェロモルスクを出港した。
艦隊は10月22日にトルコのアクサズ海軍基地、11月6日～9日にかけてフランスのトゥーロンに寄港し、11月10日にジブラルタル海峡を再通過し地中海を出た。11月25日、ロシア大統領ドミートリー・メドヴェージェフの訪問に合わせる形でベネズエラのラ・グアイラに到着した。合同演習 "VENRUS-200" は、12月1日～2日にかけて行われた。
演習終了後、「ピョートル・ヴェリーキィ」は単独で南アフリカのケープタウンへ向かい、3日間にわたり同地に停泊後、インド海軍との合同演習に参加するためインドへ向かった。2009年1月31日、ゴア州のモーミューガオを出港した「ピョートル・ヴェリーキィ」は、インド海軍のミサイル駆逐艦「デリー(INS Delhi, D61)) 」と2日間の演習を行った後、インド洋アフリカ海域へ向かい他のロシア艦艇と合流し、合同演習 "インドラ2009" に参加した。
2月12日、ソマリア沖で海賊のボート3隻を拿捕し、10人を逮捕した。3月10日、セヴェロモルスクに帰港し、半年間にわたる海外派遣任務を終了した。

### 2010年代
2010年3月30日、半年間の海外派遣任務のため北方艦隊を離れた「ピョートル・ヴェリーキィ」は、大西洋～地中海～スエズ運河を通過してインド洋に入り、インド洋で黒海艦隊ほかのロシア艦艇と演習を行った。4月14日、シリアのタルトゥースを訪問。5月初め、南シナ海でミサイル巡洋艦「モスクワ (Москва) 」と合流して5月5日まで演習を行った。9月29日、「ピョートル・ヴェリーキィ」は半年間・28,000海里 (52,000 km) の航海を終え、北方艦隊に復帰した。
2013年1月10日にセヴェロモルスクにおいて、「ピョートル・ヴェリーキィ」に大統領ウラジーミル・プーチンよりナヒーモフ勲章を授与された。9月初旬、北極海航路での定期的な哨戒行動の準備として、「ピョートル・ヴェリーキィ」は北方艦隊を率いて同航路のロシア領海内を航行した。

#### 2014年 - 2016年

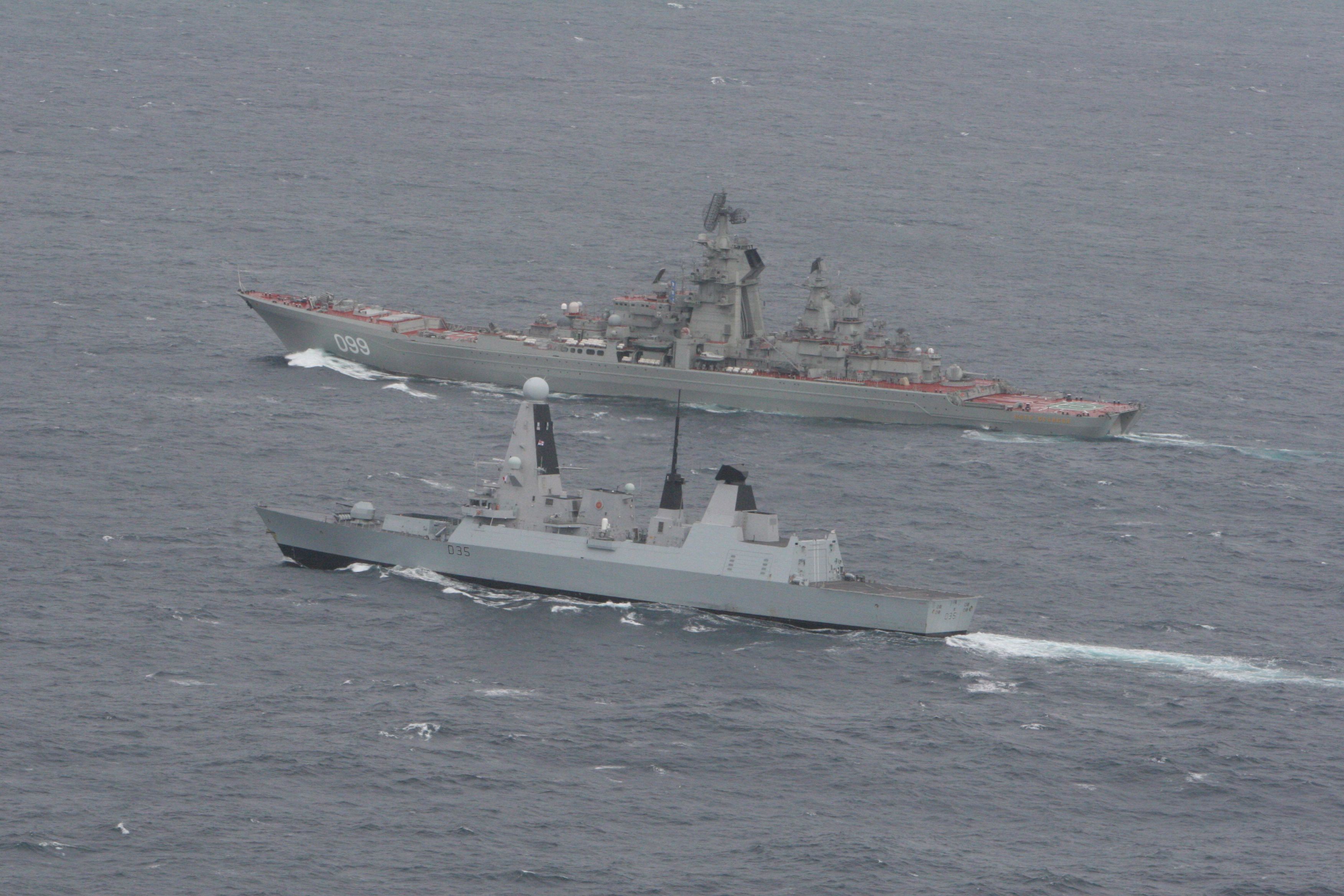
2014年5月、英国駆逐艦「ドラゴン」（手前）と並走する「ピョートル・ヴェリーキィ」。

2014年、「ピョートル・ヴェリーキィ」は空母「アドミラル・クズネツォフ」、揚陸艦「ミンスク(Минск) 」、補助艦艇群（補給艦3隻、救難艦1隻）を伴って出港し、シリアに向かった。イギリス海峡を通過する際、イギリス海軍の駆逐艦「ドラゴン(HMS Dragon, D35)」の監視を受けた。双方を視認した両国の艦艇は、互いに「歓迎」の挨拶を送り合い、暫しの間並走した。シリアに到着した「ピョートル・ヴェリーキィ」は中国海軍のフリゲート「塩城（盐城、Yancheng）」や西側各国の艦艇とともにシリアの化学兵器廃棄の活動に参加した。
2015年には、海軍総司令部筋の談話として「ピョートル・ヴェリーキィ」の近代化改装計画が報じられた。内容は同型艦「アドミラル・ナヒーモフ (Адмирал Нахимов) 」と同様のもので、「ナヒーモフ」の改修完了後の2018年から2021年かけて同様の近代化改修を実施する予定とされた。
2016年5月、「ピョートル・ヴェリーキィ」は北極海沿岸海域での訓練のため2年ぶりに出港した.。10月15日「ピョートル・ヴェリーキィ」はアレッポのシリア政府軍を支援すべく地中海東部海域に展開する「アドミラル・クズネツォフ」と駆逐艦「ヴィツェ-アドミラル・クラコフ(Вице-адмирал Кулаков) 」「セヴェロモルスク(Североморск) 」および補給艦群を護衛してセヴェロモルスク基地を出港した。艦隊はノルウェー海～イギリス海峡を通過する間、英国駆逐艦「ドラゴン」の追尾を受けた.。

#### 2017年 - 2019年
2017年7月17日、「ピョートル・ヴェリーキィ」は原子力潜水艦「ドミートリー・ドンスコイ(Дмитрий Донской, TK-208) 」およびフリゲート・補助艦艇群とクロンシュタットで開かれる海軍記念日（7月30日）の式典に参加するためセヴェロモルスクを出港。艦隊は「ドミートリー・ドンスコイ」が航行するため十分な深度のあるストア海峡を通過してクロンシュタットへ向かった.。
2019年4月6日、「ピョートル・ヴェリーキィ」はミサイル巡洋艦「マーシャル・ウスチノフ (Маршал Устинов) 」および数隻の原子力潜水艦とともにバレンツ海に入った.。10月10日、合計15隻の戦闘艦艇、潜水艦、補助艦艇とともにバレンツ海で大規模な演習を行った

### 2020年代
2020年5月29日、バレンツ海で訓練を行う。7月11日、巡洋艦「ウスチノフ」とバレンツ海でP-700およびP-1000ミサイル射撃演習を行った。
2021年5月24日、「ピョートル・ヴェリーキィ」は「ウスチノフ」を含む10隻の軍艦を伴って出港。6月7日にも20隻以上の艦艇とともに演習を行った。9月15日、「ウスチノフ」とバレンツ海でP-700およびP-1000の射撃演習を行う。
2022年1月29日、「ピョートル・ヴェリーキィ」はセヴェロモルスク港外で防空訓練を実施。2月15日、バレンツ海でフリゲート「アドミラル・ゴルシコフ(Адмирал Горшков) 」および潜水艦群（通常動力型・原子力型の混成）と演習を開始した。3月15日～17日にかけて、「ピョートル・ヴェリーキィ」と駆逐艦「セヴェロモルスク」は同時期に行われたNATOの大規模演習に対抗してノルウェー - アイスランド間の海域で演習を行った。4月18日、「ピョートル・ヴェリーキィ」はバレンツ海で射撃訓練を行う。8月17日～26日にかけて、駆逐艦「アドミラル・ウシャコフ」および潜水艦群（数不明）と大規模な海上演習に参加し、8月24日にはP-700ミサイルの実弾射撃を行った。
2023年4月20日、近代化改修のコストが莫大なことを理由に、2024年に現役復帰予定の「アドミラル・ナヒーモフ」と入れ替わる形で「ピョートル・ヴェリーキィ」を退役させる可能性があると報道された。しかし同時に、これを否定する報道もされた。